# Laufen (hrad)
Hrad Laufen (německy Schloss Laufen) je hrad v obci Laufen-Uhweisen v kantonu Curych ve Švýcarsku. Stojí na skále nad řekou Rýn, konkrétně nad Rýnskými vodopády. Jde o švýcarskou národní kulturní památku.

## Etymologie
Název je odvozen od historického názvu Rýnských vodopádů Großes Laufen.

## Historie
První zmínka o hradu pochází z roku 858. Původně šlo o rodové sídlo baronů z Laufenu. V následujících staletích se vystřídalo mnoho majitelů. Mezi nimi je například biskup z Kostnice, klášter Allerheiligen, město Schaffhasuen nebo vévoda z Kyburgu.

### Středověk
Roku 1439 koupila hrad rodina Fulachů. V roce 1349 byl hrad obléhán obyvateli Curychu. Hrad byl dobyt a obyvatelé hradu se zachránili skokem do Rýna a tím, že přeplavali na druhou stranu řeky.
V roce 1544 Hans Wilhelm von Fulach prodal hrad městu Curych. Hrad proběhl velkou přestavbou, dostavěna byla například brána s padacím mostem.

### Novověk
Roku 1798 se z hardu odstěhoval poslední guvernér, který zde pobýval – Hartmann Liechti. Hrad Laufen od té doby spadal do okresu Benken. Roku 1829 byla na hradě otevřena první vinárna pro turisty, kteří mířili k Rýnským vodopádům.
Roku 1845 hrad koupil J. L. Bleuler, který začal vybírat vstupné. Na hradě také založil uměleckou školu.

### 21. století
Ve 21. století stoupá počet návštěvníku hradu. V roce 2020 si hrad pronajal cateringová společnost SV Group, která na hradě provozuje restauraci a pořádá různé soukromé akce včetně svateb.

## Galerie

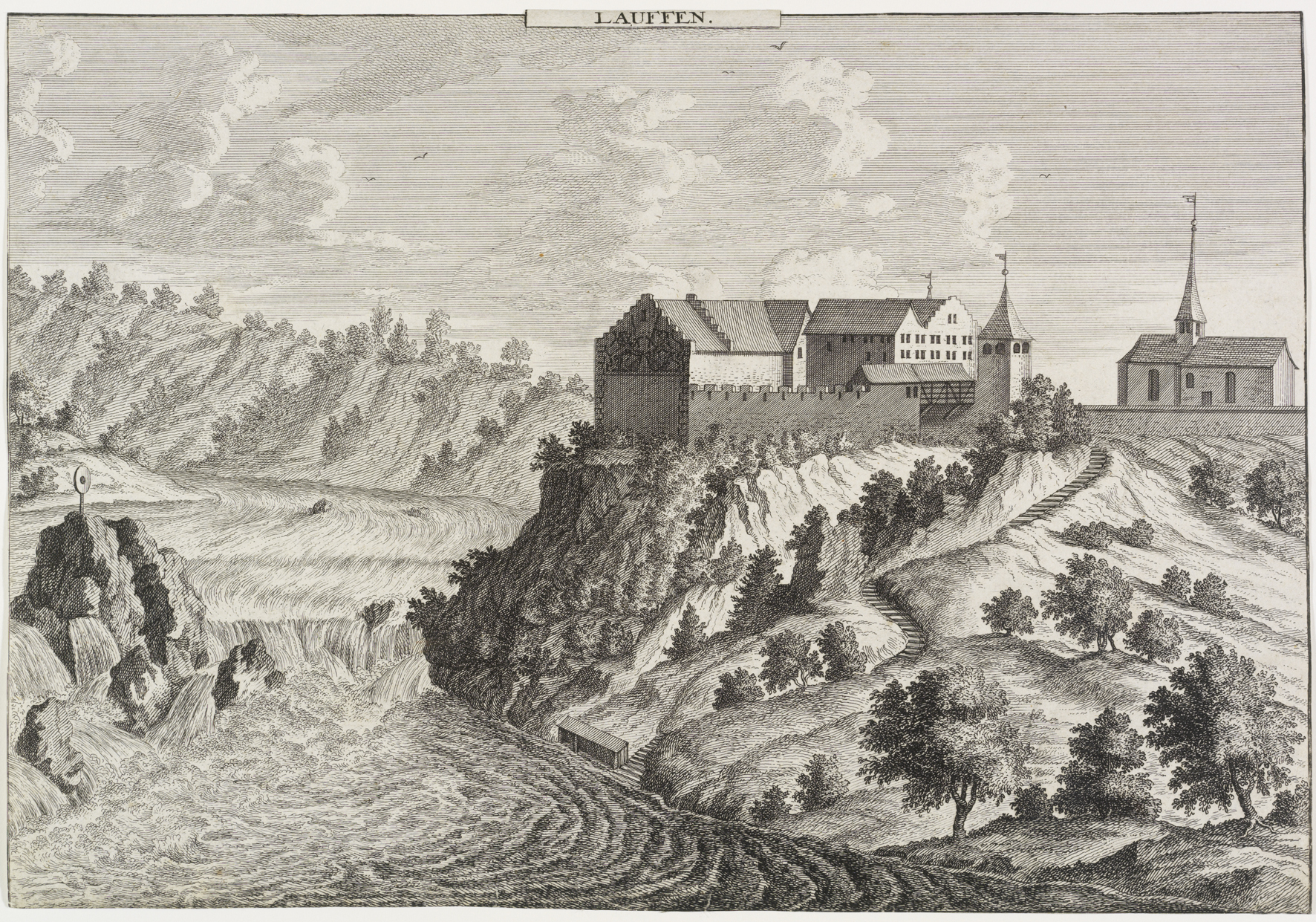
Hrad Laufen v roce 1750
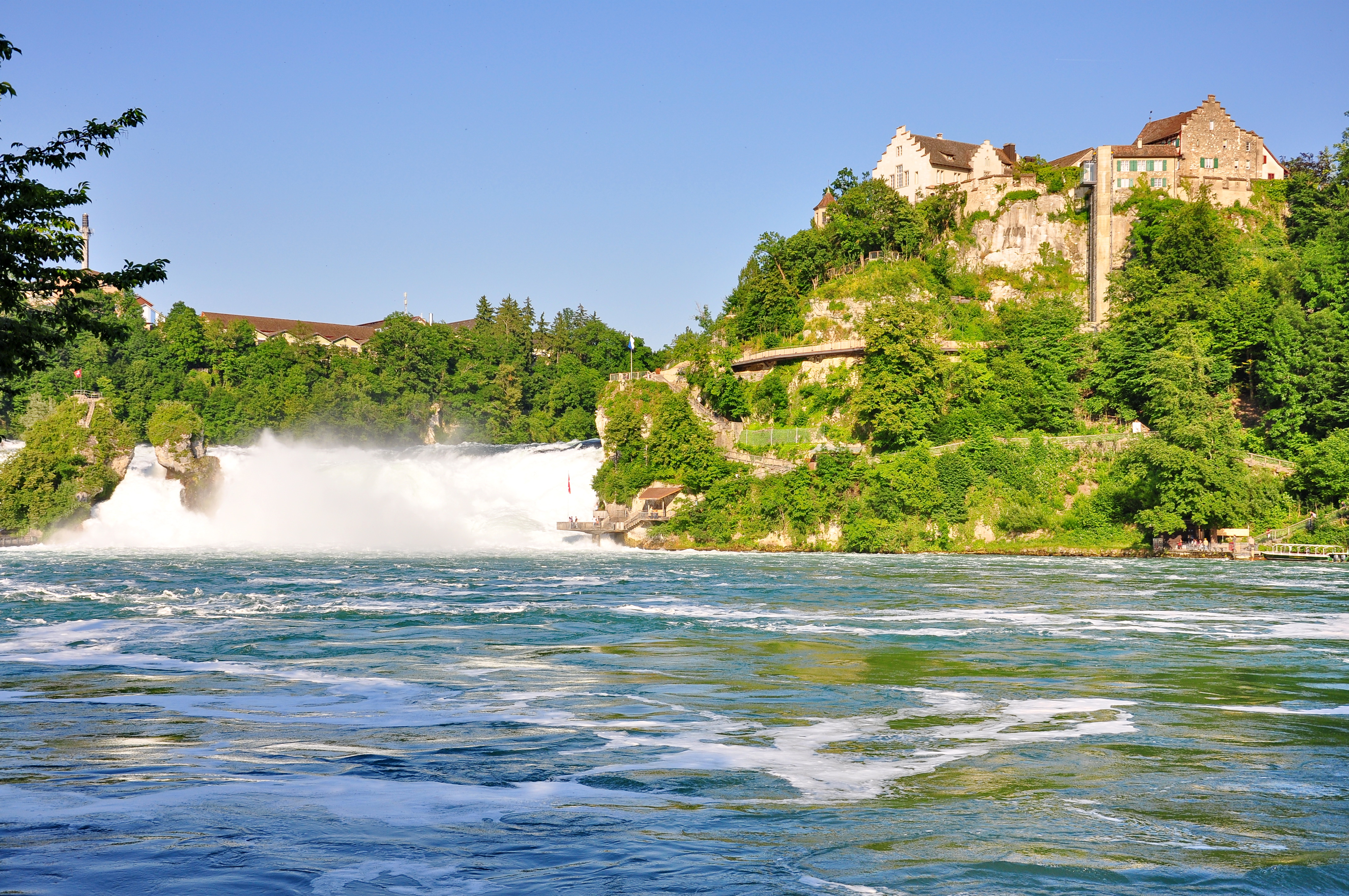
Hrad Laufen nad Rýnskými vodopády.
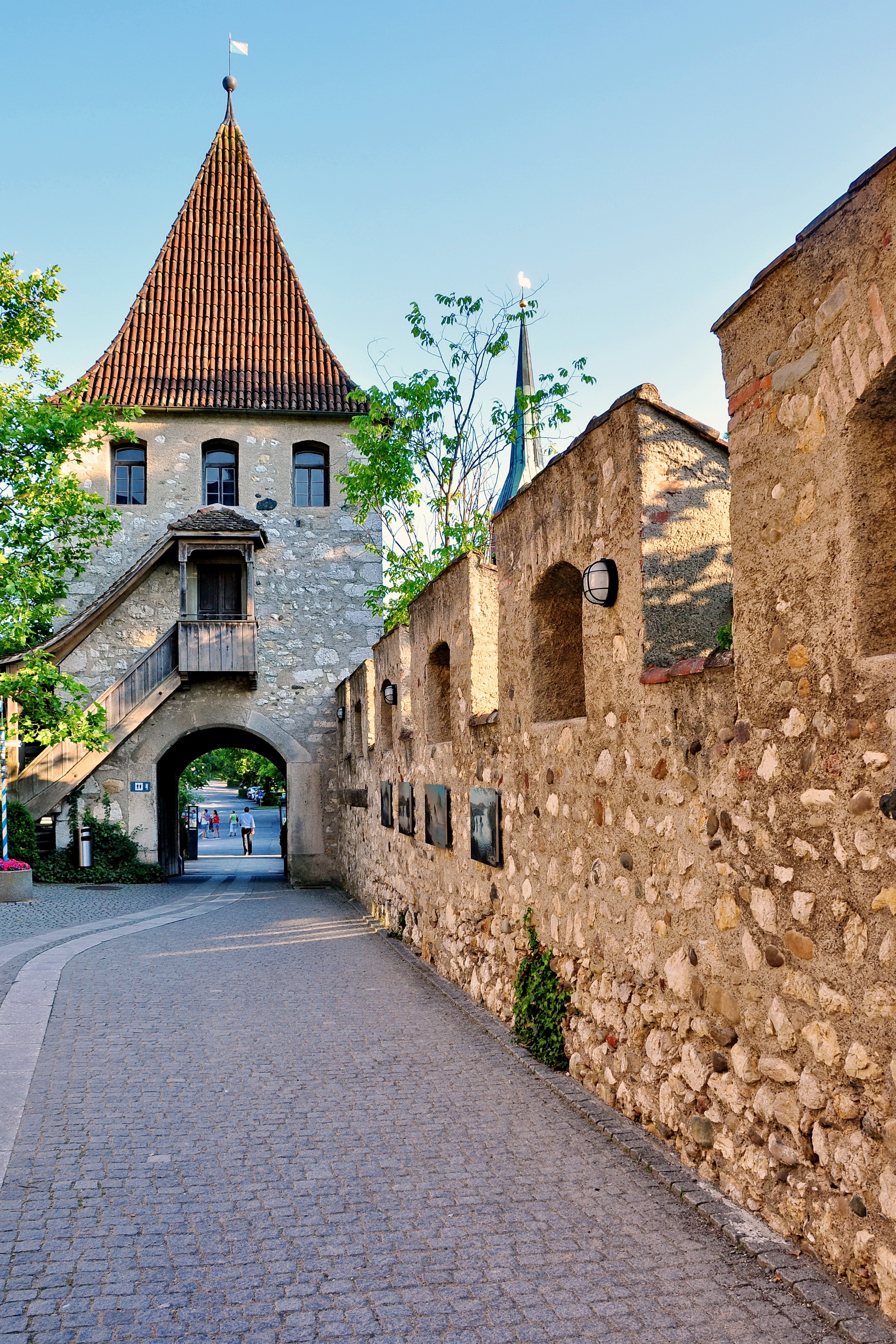
Brána hradu Laufen
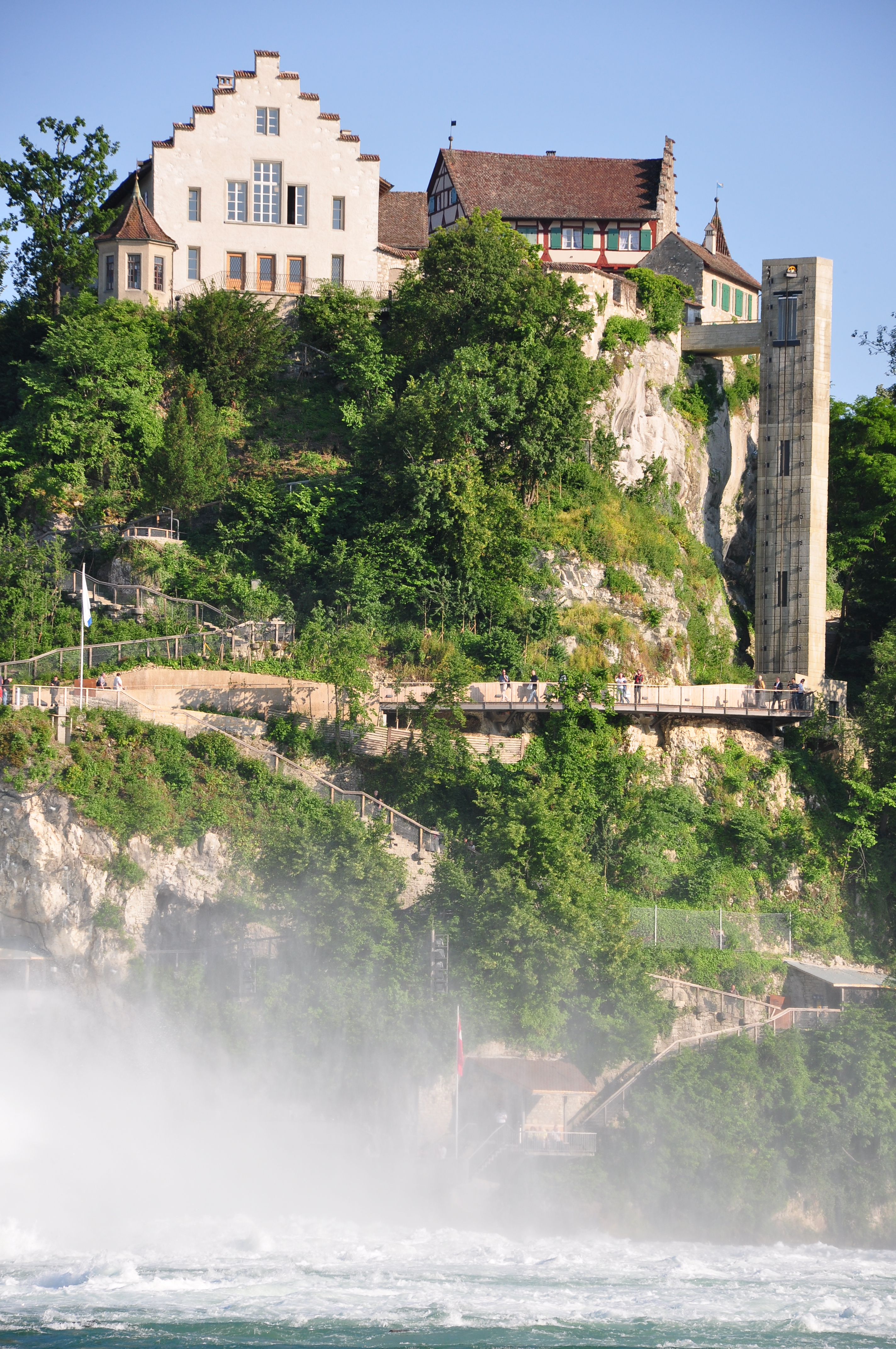
Turistická cesta k vodopádům a výtah
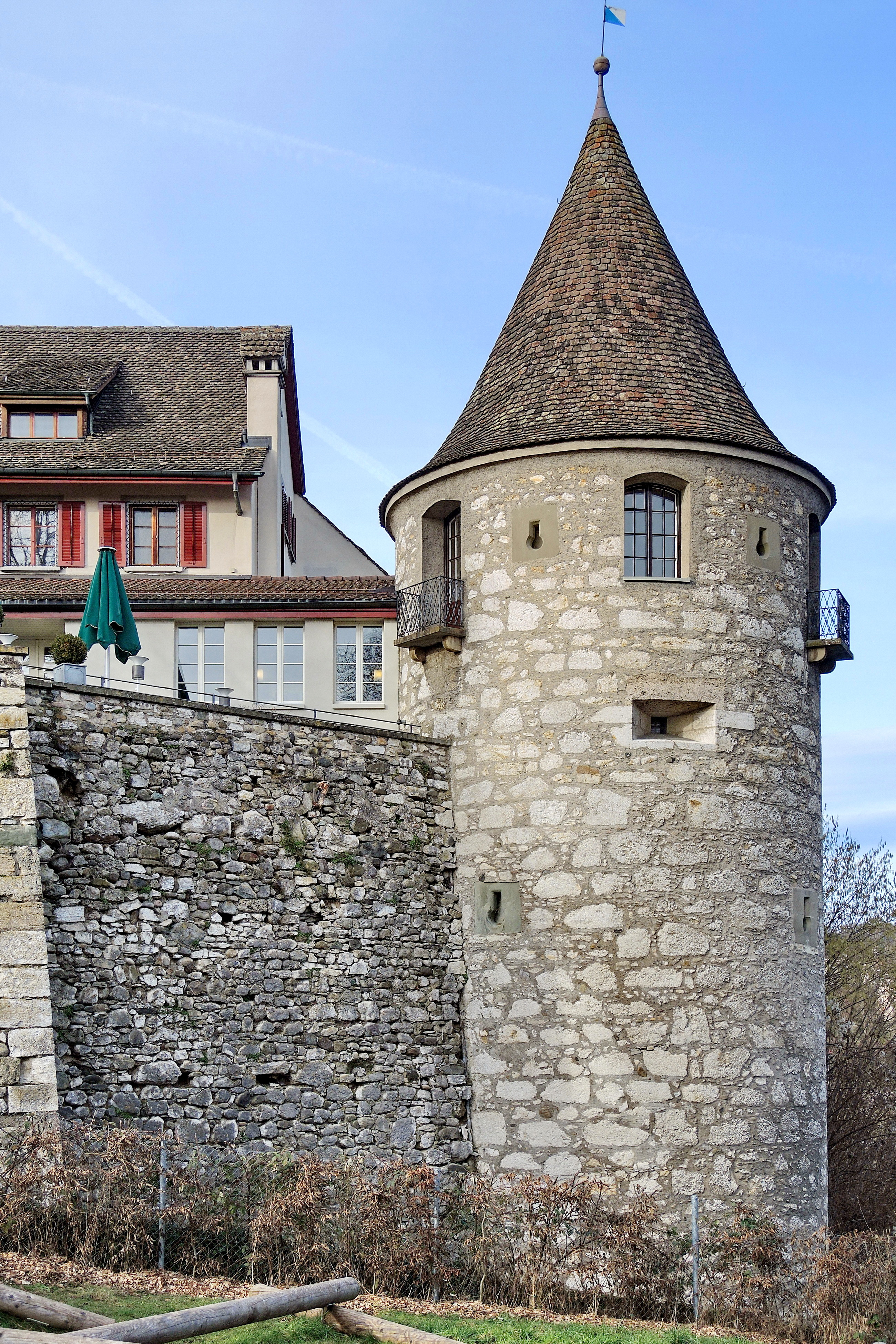
Hradby hradu Laufen